# Lista mistrzów świata WBC Muay Thai
Lista mistrzów świata WBC Muay Thai – chronologiczna lista dotychczasowych zawodowych mistrzów świata organizacji promującej boks tajski World Boxing Council Muay Thai w poszczególnych kategoriach wagowych.
Pierwsze w historii walki o mistrzostwo świata WBC w boksie tajskim odbyły się 10 grudnia 2005 roku w Sydney: Nathan Corbett zdobył pas w wadze junior ciężkiej, a Yodsanklai Fairtex w wadze junior średniej.

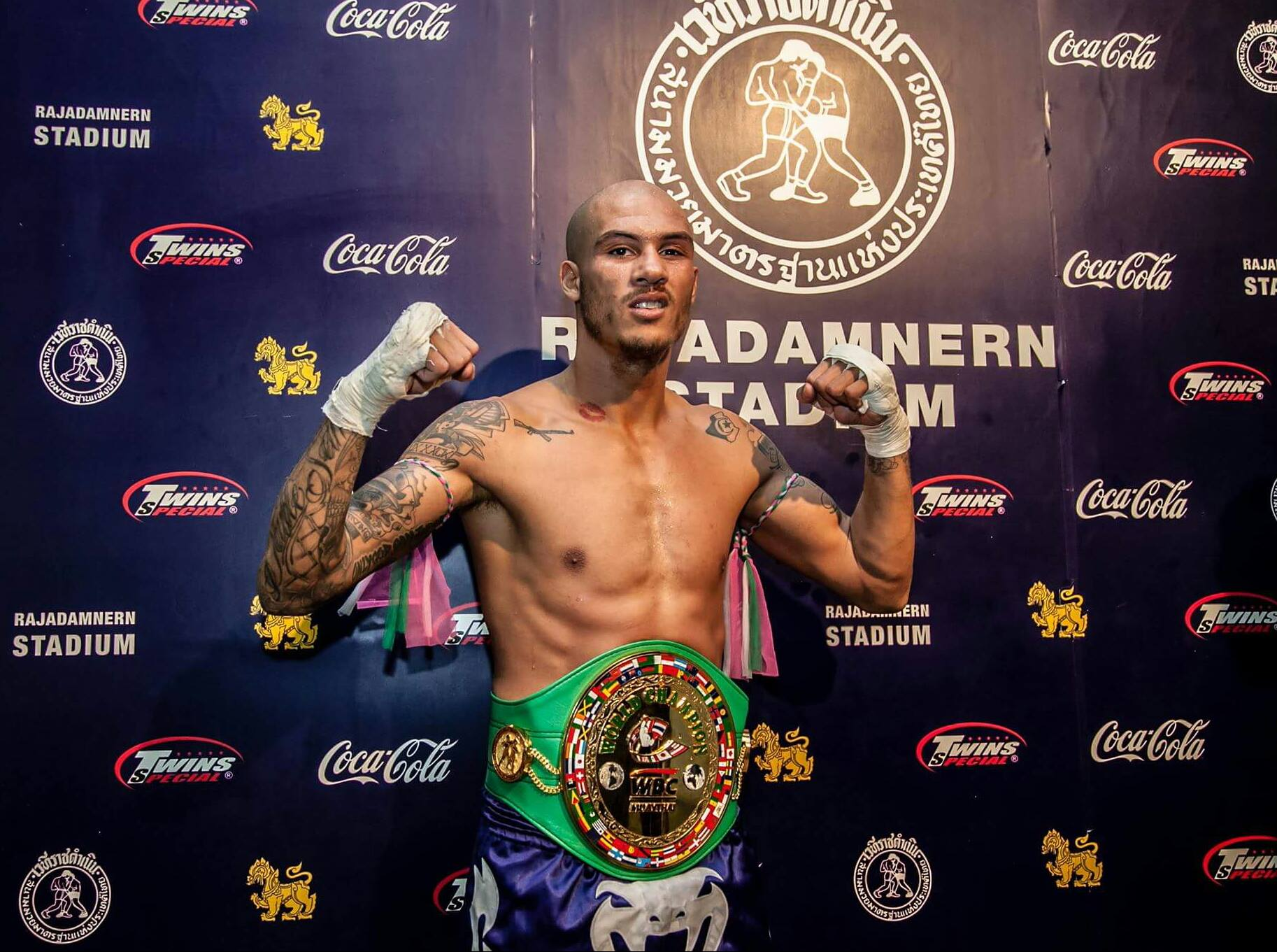
Samy Sana z pasem mistrza świata WBC Muay Thai

## Waga superciężka
(ponad 104,5 kg)
| Nr    | Mistrz                                      | Od             | Do             | Miejsce | Obrony tytułu                                 |
| ----- | ------------------------------------------- | -------------- | -------------- | ------- | --------------------------------------------- |
| 1.    | Edmoud M’Bulu-Monso (pok. Stjepana Radicia) | 21 marca 2009  | marca 2012     | Aarhus  |                                               |
| Wakat |                                             |                |                |         |                                               |
| 2.    | Steve Bonner (pok. Tafa Misipatiego)        | 16 marca 2013  | 2014           | Madeley |                                               |
| Wakat |                                             |                |                |         |                                               |
| 3.    | Cyril Bonye (pok. Sébastiena Favre)         | 5 grudnia 2014 | 2016           | Pattaya |                                               |
| Wakat |                                             |                |                |         |                                               |
| 4.    | Benz RSM (pok. Yassine'a Boughanema)        | 5 grudnia 2014 | 23 lutego 2017 | Bangkok |                                               |
| 5.    | Steven Banks                                | 23 lutego 2017 |                | Bangkok |                                               |
| Wakat |                                             |                |                |         |                                               |
| 6.    | Yassine Boughanem (pok. Stevena Banksa)     | 26 lutego 2018 | nadal          | Bangkok | - 1. 1 pokonał Bruno Susano, 22 kwietnia 2019 |

## Waga ciężka
(do 104,5 kg)
| Nr                                                    | Mistrz                                        | Od               | Do               | Miejsce     | Obrony tytułu |
| ----------------------------------------------------- | --------------------------------------------- | ---------------- | ---------------- | ----------- | ------------- |
| 1.                                                    | Shane del Rosario (pok. Ricardo van den Bosa) | 8 września 2007  | 12 stycznia 2008 | Los Angeles |               |
| 2.                                                    | Ginty Vrede                                   | 12 stycznia 2008 | 28 stycznia 2008 | Las Vegas   |               |
| Vrede zmarł 28 stycznia 2008. Tytuł został zwakowany. |                                               |                  |                  |             |               |
| 3.                                                    | Shane del Rosario (pok. Raula Romero)         | 26 lipca 2008    | 2011             | Las Vegas   |               |
| Wakat                                                 |                                               |                  |                  |             |               |
| 4.                                                    | Cristian Bosch (pok. Raula Romero)            | 2 kwietnia 2011  | 9 czerwca 2012   | Meksyk      |               |
| 5.                                                    | Fabiano Aoki                                  | 9 czerwca 2012   | stycznia 2016    | Bangkok     |               |
| Wakat                                                 |                                               |                  |                  |             |               |
| 6.                                                    | Zabit Samiedow (pok. Cătălina Moroșanu)       | 23 sierpnia 2016 | 2019             | Grozny      |               |
| Wakat                                                 |                                               |                  |                  |             |               |

## Waga super junior ciężka
(do 95,4 kg)
| Nr    | Mistrz                                        | Od              | Do            | Miejsce             | Obrony tytułu |
| ----- | --------------------------------------------- | --------------- | ------------- | ------------------- | --- |
| 1.    | Steve McKinnon (pok. Ashwina Balraka)         | 20 czerwca 2008 | początek 2017 | Montego Bay         | - 1. 1 pokonał Eduardo Maiorino, 6 listopada 2010 - #2 pokonał Stéphana Susperregui, 19 grudnia 2010 - #3 pokonał Franka Muñoza, 9 czerwca 2012 |
| Wakat |                                               |                 |               |                     | |
| 2.    | Zinédine Hameur-Lain (pok. Budimira Bajbicia) | 4 lutego 2017   | 2019          | Vandœuvre-lès-Nancy | |
| Wakat |                                               |                 |               |                     | |

## Waga junior ciężka
(do 86,3 kg)
| Nr    | Mistrz                               | Od              | Do             | Miejsce          | Obrony tytułu |
| ----- | ------------------------------------ | --------------- | -------------- | ---------------- | ------------- |
| 1.    | Nathan Corbett (pok. Magnum Sakaia)  | 10 grudnia 2005 | 2008           | Gold Coast       |               |
| Wakat |                                      |                 |                |                  |               |
| 2.    | Frédéric Bellonie (pok. Bruno Kamgę) | 20 grudnia 2008 | 12 lutego 2010 | Malabo           |               |
| 3.    | Ivan Stanić                          | 12 lutego 2010  | 2013           | Opatija          |               |
| Wakat |                                      |                 |                |                  |               |
| 4.    | Marlon Hunt (pok. Andrieja Manzolo)  | 28 marca 2014   |                | Saint Paul’s Bay |               |
| Wakat |                                      |                 |                |                  |               |

## Waga półciężka
(do 79,3 kg)
| Nr    | Mistrz                                                        | Od                   | Do             | Miejsce    | Obrony tytułu                                       |
| ----- | ------------------------------------------------------------- | -------------------- | -------------- | ---------- | --------------------------------------------------- |
| 1.    | Bassam Chahrour (pok. Simona Lenetofa)                        | 2 grudnia 2006       | 2009           | Kopenhaga  |                                                     |
| Wakat |                                                               |                      |                |            |                                                     |
| 2.    | Kaoklai Kaennorsing (pok. Magnuma Sakaia)                     | 14 marca 2010        | 23 lutego 2011 | El Monte   |                                                     |
| 3.    | Artiom Lewin                                                  | 23 lutego 2011       | maja 2013      | Czelabińsk | - 1. 1 pokonał Cheicka Sidibé, 3 marca 2012         |
| Wakat |                                                               |                      |                |            |                                                     |
| -     | Joe Schilling (pok. o tymczasowy tytuł Kaoklaia Kaennorsinga) | 21 października 2011 | 2013           | Bangkok    | - 1. 1 pokonał Karapeta Karapetjana, 9 czerwca 2012 |
| Wakat |                                                               |                      |                |            |                                                     |
| 4     | Simon Marcus (pok. Dmitrego Valenta)                          | 3 maja 2013          | 2014           | Chengdu    |                                                     |
| Wakat |                                                               |                      |                |            |                                                     |
| 5     | Cheick Sidibé (pok. Diogo Calado)                             | 1 lutego 2014        |                | La Riche   |                                                     |
| Wakat |                                                               |                      |                |            |                                                     |
| 6     | Cédric Tousch (pok. Malycka Tavaresa)                         | 27 lutego 2016       | 2018           | La Riche   | - 1. 1 pokonał Aydina Tuncaya, 4 lutego 2017        |
| Wakat |                                                               |                      |                |            |                                                     |
| 7     | Ben Johnston (pok. Dana Edwardsa)                             | 27 października 2018 |                | Brisbane   |                                                     |

## Waga superśrednia
(do 76,3 kg)
| Nr | Mistrz                                                     | Od                  | Do              | Miejsce          | Obrony tytułu                                   |
| --- | ---------------------------------------------------------- | ------------------- | --------------- | ---------------- | ----------------------------------------------- |
| 1. | Jaochalam (pok. Saisileka Sor Kamsinga)                    | 4 października 2009 | 8 stycznia 2011 | Bangkok          |                                                 |
| 2. | Steve Wakeling                                             | 8 stycznia 2011     | 2013            | Pattaya          |                                                 |
| Wakeling zwakował tytuł przechodząc kategorię wyżej. |                                                            |                     |                 |                  |                                                 |
| 3. | Grégory Choplin (pok. Luisa Reisa)                         | 5 maja 2013         | 2018            | Aulnay-sous-Bois | - 1. 1 pokonał Ramona Kublera, 14 kwietnia 2016 |
| 20 września 2014 Yohan Lidon pokonał Jaochalama w pojedynku o mistrzostwo świata WBC w wadze super średniej jednak na oficjalnej stronie wbcmuaythai.com nigdy nie potwierdzono tego żadną informacją. Ponadto w tym samym czasie posiadaczem pasa mistrzowskiego w tej samej kategorii był Grégory Choplin, który wg strony wbcmuaythai.com nie zwakował tytułu i nadal jest mistrzem (zdobyty tytuł 5 maja 2013, ostatnia obrona pasa 14 kwietnia 2016). |                                                            |                     |                 |                  |                                                 |
| 4. | Yohan Lidon (pok. Jaochalama)                              | 20 września 2014    | brak danych     | Saint-Fons       |                                                 |
| - | Samy Sana (pok. o tymczasowy tytuł Chanachaia Kaewsamrita) | 25 maja 2016        | 2018            | Bangkok          |                                                 |
| Wakat. |                                                            |                     |                 |                  |                                                 |

## Waga średnia
(do 72,5 kg)
| Nr                          | Mistrz                                                       | Od                   | Do                | Miejsce  | Obrony tytułu |
| --------------------------- | ------------------------------------------------------------ | -------------------- | ----------------- | -------- | --- |
| 1.                          | Steve Wakeling (pok. Johna Wayne Parra)                      | 12 października 2006 | 25 lutego 2007    | Londyn   | |
| -                           | Lamsongkram Chuwattana (pok. o tymczasowy tytuł Alana Ofeyo) | 3 czerwca 2006       | 25 lutego 2007    | Biszkek  | |
| 2                           | Lamsongkram Chuwattana                                       | 25 lutego 2007       | 28 listopada 2009 | Londyn   | - 1. 1 pokonał Yohana Lidona, 8 września 2007 - #2 pokonał Farida Villaume, 20 czerwca 2008 - #3 pokonał Mukaia Maromo, 4 września 2009 |
| 3                           | Yohan Lidon                                                  | 28 listopada 2009    | 2013              | Lyon     | - 1. 1 pokonał Grégory'ego Choplina, 17 grudnia 2011                                                                                    |
| -                           | Ky Hollenbeck (pok. o tymczasowy tytuł Grégory'ego Choplina) | 14 maja 2011         |                   | Primm    | |
| Lidon zwakował tytuł w 2013 |                                                              |                      |                   |          | |
| 4                           | Raphaël Llodra (pok. Jakuba Gazdíka)                         | 9 marca 2013         | 2014              | La Riche | |
| Wakat                       |                                                              |                      |                   |          | |
| 5                           | Jimmy Vienot (pok. Denpanoma Kelacoratha)                    | 23 marca 2017        |                   | Bangkok  | |
| Wakat                       |                                                              |                      |                   |          | |
| 6                           | Youssef Boughanem (pok. Noppagao Siriluckmuaythai)           | 26 lutego 2018       | nadal             | Bangkok  | - 1. 1 pokonał Kongjaka Por Pao-In, 13 października 2018 - #2 pokonał Joe Cravena, 22 kwietnia 2019                                     |

## Waga junior średnia
(do 69,8 kg)
| Nr                                                                           | Mistrz                                          | Od               | Do               | Miejsce    | Obrony tytułu                                                                          |
| ---------------------------------------------------------------------------- | ----------------------------------------------- | ---------------- | ---------------- | ---------- | -------------------------------------------------------------------------------------- |
| 1.                                                                           | Yodsanklai Fairtex (pok. Johna Wayne Parra)     | 10 grudnia 2005  | 2009             | Gold Coast | - 1. 1 pokonał Marka Vogela, 11 listopada 2006 - #2 pokonał Malaipeta, 20 czerwca 2008 |
| Pod koniec 2009 roku Yodsanklai zwakował tytuł przechodząc do wagi średniej. |                                                 |                  |                  |            |                                                                                        |
| 2.                                                                           | Alejandro Asuma Osa (pok. Prakaysaenga Sitoara) | 13 lutego 2010   | 9 czerwca 2012   | Malabo     |                                                                                        |
| 3.                                                                           | Kem Sitsongpeenong                              | 9 czerwca 2012   | 25 stycznia 2014 | Bangkok    | - 1. 1 pokonał Dylana Salvadora, 7 września 2013                                       |
| 4.                                                                           | Wital Hurkou                                    | 25 stycznia 2014 | 2015             | Mediolan   |                                                                                        |
| Wakat                                                                        |                                                 |                  |                  |            |                                                                                        |
| 5.                                                                           | Kompetlek Lookprabaht (pok. Matheusa Pariorę)   | 5 grudnia 2015   | 2017             | Bangkok    |                                                                                        |
| Wakat                                                                        |                                                 |                  |                  |            |                                                                                        |

## Waga półśrednia
(do 66,6 kg)
| Nr                                                         | Mistrz                                         | Od                   | Do               | Miejsce      | Obrony tytułu                                                                                                   |
| ---------------------------------------------------------- | ---------------------------------------------- | -------------------- | ---------------- | ------------ | --- |
| 1.                                                         | Abdallah Alkhoshiban (pok. Nopadet Chuwattana) | 6 Marsz 2005         | 8 Wrzesień 2006  | Bangkok      | |
| 2.                                                         | Nopadet Chuwattana (pok. Leroya Becka)         | 2 grudnia 2006       | 4 sierpnia 2008  | Aarhus       | |
| 3.                                                         | Big Ben Chor Praram                            | 4 sierpnia 2008      | 9 czerwca 2012   | Bangkok      | - 1. 1 pokonał Singyoka Sor. Sisana, 21 września 2009 - #2 pokonał Lomisana Sor. Chokkitchaia, 4 listopada 2011 |
| 4.                                                         | Fabio Pinca                                    | 9 czerwca 2012       | 2013             | Bangkok      | |
| Wakat                                                      |                                                |                      |                  |              | |
| 5.                                                         | Mehdi Zatout (pok. Singmanee Kaewsamrita)      | 7 września 2013      | 9 września 2014  | Saint-Pierre | |
| 6.                                                         | Liam Harrison                                  | 9 września 2014      | stycznia 2016    | Liverpool    | |
| Wakat                                                      |                                                |                      |                  |              | |
| 7.                                                         | Morgan Adrar                                   | 23 stycznia 2016     | 28 stycznia 2017 | Arbent       | |
| 8.                                                         | Manaowan Sitsongpeenong                        | 28 stycznia 2017     | nadal            | Gaillard     | |
| Wakat                                                      |                                                |                      |                  |              | |
| 9.                                                         | Buakiew Sitsongpeenong (pok. Bobo Sacko)       | 27 lutego 2018       | maj 2018         | Bangkok      | |
| Wakat. Buakiew zmienił kategorię wagową na junior średnią. |                                                |                      |                  |              | |
| 10.                                                        | Manachai YokkaoSaenchaiGym (pok. Julio Lobo)   | 29 października 2018 |                  | Hongkong     | |

## Waga półśrednia kobiet
(do 66,6 kg)
| Nr    | Mistrz                           | Od              | Do   | Miejsce | Obrony tytułu |
| ----- | -------------------------------- | --------------- | ---- | ------- | ------------- |
| 1.    | Julie Kitchen (pok. Nam Pimnipę) | 7 kwietnia 2011 | 2014 | Pattaya |               |
| Wakat |                                  |                 |      |         |               |

## Waga superlekka
(do 63,5 kg)
| Nr | Mistrz                                                         | Od                   | Do                | Miejsce      | Obrony tytułu                                                                          |
| --- | -------------------------------------------------------------- | -------------------- | ----------------- | ------------ | -------------------------------------------------------------------------------------- |
| 1. | Danthai Siangmanasak (pok. Kierana Keddle)                     | 17 września 2006     | 28 listopada 2009 | Reading      |                                                                                        |
| 2. | Fabio Pinca                                                    | 28 listopada 2009    | 2012              | Lyon         |                                                                                        |
| Wakat |                                                                |                      |                   |              |                                                                                        |
| - | Sagetdao Petpayathai (pok. o tymczasowy tytuł Kevina Rossa)    | 21 października 2011 | 2012              | Los Angeles  |                                                                                        |
| W związku z brakiem obrony przez mistrza Fabio Pinci, posiadacz tymczasowego pasa Sagetdao został promowany na regularnego mistrza wagi super lekkiej. |                                                                |                      |                   |              |                                                                                        |
| 3. | Sagetdao Petpayathai                                           | 2012                 | 15 listopada 2014 |              | - #1 pokonał Sofiane Derdegę, 9 czerwca 2012 - #2 pokonał Tetsuyę Yamato, 16 maja 2013 |
| - | Aranchai Kiatpatarapan (pok. o tymczasowy tytuł Kamela Jemela) | 7 września 2013      | 27 września 2015  | Saint-Pierre |                                                                                        |
| 4. | Tetsuya Yamato                                                 | 15 listopada 2014    | 27 września 2015  | Tokio        |                                                                                        |
| 5. | Aranchai Kiatpatarapan                                         | 27 września 2015     | 27 maja 2016      | Tokio        |                                                                                        |
| 6. | Rafael Bohic                                                   | 27 maja 2016         |                   | Bangkok      |                                                                                        |
| Wakat |                                                                |                      |                   |              |                                                                                        |
| 7. | Saeksan Or. Kwanmuang (pok. Rotleka Jaotalaytong)              | 28 kwietnia 2018     | 2019              | Bangkok      |                                                                                        |
| Wakat |                                                                |                      |                   |              |                                                                                        |

## Waga lekka
(do 61,2 kg)
| Nr    | Mistrz                                           | Od                | Do   | Miejsce    | Obrony tytułu                                       |
| ----- | ------------------------------------------------ | ----------------- | ---- | ---------- | --------------------------------------------------- |
| 1.    | Kongpipob Petchyindee (pok. Kamela Jamela)       | 29 listopada 2007 | 2009 | Paryż      |                                                     |
| Wakat |                                                  |                   |      |            |                                                     |
| 2.    | Jaroenchai Ood-Donmuang (pok. Hiromasę Masudę)   | 21 sierpnia 2010  | 2012 | Haikou     |                                                     |
| Wakat |                                                  |                   |      |            |                                                     |
| 3.    | Jomthong Chuwattana (pok. Hiromasę Masudę)       | 4 listopada 2011  | 2013 | Bangkok    | - 1. 1 pokonał Yetkina Özkula, 9 czerwca 2012       |
| Wakat |                                                  |                   |      |            |                                                     |
| 4.    | Yetkin Özkul (pok. Pornsanae Sitmonchaia)        | 8 marca 2014      |      | Saint-Ouen |                                                     |
| Wakat |                                                  |                   |      |            |                                                     |
| 5.    | Panpayak Sitjatik (pok. Phoneaka Mor Phuwanarta) | 23 lutego 2017    | 2019 | Bangkok    | - 1. 1 pokonał Seksana Or Kwanmuang, 26 lutego 2018 |
| Wakat |                                                  |                   |      |            |                                                     |

## Waga lekka kobiet
(do 61,2 kg)
| Nr    | Mistrz                              | Od               | Do   | Miejsce | Obrony tytułu                                   |
| ----- | ----------------------------------- | ---------------- | ---- | ------- | ----------------------------------------------- |
| 1.    | Miriam Nakamoto (pok. Clairę Haigh) | 21 sierpnia 2010 | 2014 | Haikou  | - 1. 1 pokonała Aleide Lawant, 24 sierpnia 2013 |
| Wakat |                                     |                  |      |         |                                                 |

## Waga superpiórkowa
(do 58,9 kg)
| Nr | Mistrz                                                                    | Od                | Do           | Miejsce | Obrony tytułu                                      |
| --- | ------------------------------------------------------------------------- | ----------------- | ------------ | ------- | -------------------------------------------------- |
| 1. | Kaew Fairtex (pok. Bin In Wooka)                                          | 28 stycznia 2006  | grudnia 2009 | Cancún  | - 1. 1 pokonał Genkiego Yamamoto, 8 września 2007  |
| Wakat |                                                                           |                   |              |         |                                                    |
| 2. | Kompetlek Lookprabaht (pok. Yetkina Özkula)                               | 2 stycznia 2011   | 2011         | Pattaya |                                                    |
| Wakat |                                                                           |                   |              |         |                                                    |
| 3. | Jomthong Chuwattana (pok. Peteka Ekbangsai)                               | 14 lipca 2011     | 2011         |         |                                                    |
| Wakat |                                                                           |                   |              |         |                                                    |
| 4. | Kongsayarm Tor-Pitakchai (pok. Saengmorakota Chuwattana)                  | 4 listopada 2011  | 2012         | Bangkok |                                                    |
| Wakat |                                                                           |                   |              |         |                                                    |
| 5. | Kaimukkaow Watcharachaikgym (pok. Eaklitha Mor Krunthepthonburiego)       | 5 lipca 2012      | 2013         | Bangkok |                                                    |
| Wakat |                                                                           |                   |              |         |                                                    |
| 6. | Genji Umeno (pok. Jompitchita Choowattana)                                | 15 listopada 2014 | maj 2018     | Tokio   | - 1. 1 pokonał Keitha McLachlana, 17 września 2016 |
| - | Superlek M. Rattanabundit (pok. o tymczasowy tytuł Seksana Or Kwanmuanga) | 23 września 2016  | maj 2018     | Bangkok |                                                    |
| Wakat. Umeno zmienił kategorię wagową na lekką. Superlek M. Rattanabundit został promowany na regularnego mistrza. |                                                                           |                   |              |         |                                                    |
| 7 | Superlek M. Rattanabundit                                                 | 23 września 2016  | nadal        | Bangkok |                                                    |

## Waga piórkowa
(do 57,1 kg)
| Nr | Mistrz                                             | Od                   | Do            | Miejsce    | Obrony tytułu                                                                                     |
| --- | -------------------------------------------------- | -------------------- | ------------- | ---------- | ------------------------------------------------------------------------------------------------- |
| 1. | Anuwat Kaewsamrit (pok. Singtongnoia Por Telakuna) | 19 października 2006 | 31 lipca 2008 | Bangkok    | - 1. 1 pokonał Singtongnoia Por Telakuna, 3 marca 2007                                            |
| 2. | Jomthong Chuwattana                                | 31 lipca 2008        | 2012          | Bangkok    | - 1. 1 pokonał Alberta Cheya, 28 listopada 2009 - #2 pokonał Nong-O Kaiyanghadaogym, 26 maja 2011 |
| Wakat |                                                    |                      |               |            |                                                                                                   |
| 20 września 2014 Hakim Hamech pokonał Chaichana w pojedynku o mistrzostwo świata WBC w wadze piórkowej jednak na oficjalnej stronie wbcmuaythai.com nigdy nie potwierdzono tego żadną informacją. |                                                    |                      |               |            |                                                                                                   |
| 3. | Hakim Hamech (pok. Chaichana)                      | 20 września 2014     |               | Saint-Fons |                                                                                                   |
| Wakat |                                                    |                      |               |            |                                                                                                   |
| 5. | Petchdam Petchyindee (pok. Rungkita MorBeskamala)  | 9 maja 2018          |               | Bangkok    |                                                                                                   |

## Waga piórkowa kobiet
(do 57,1 kg)
| Nr    | Mistrz                              | Od                | Do    | Miejsce | Obrony tytułu |
| ----- | ----------------------------------- | ----------------- | ----- | ------- | ------------- |
| 1.    | Lucy Payne (pok. Chajmaa Bellakhal) | 13 czerwca 2015   | 2016  | Leeds   |               |
| Wakat |                                     |                   |       |         |               |
| 2.    | Bernise Alldis (pok. Emily Wahby)   | 19 listopada 2016 | nadal | Crawley |               |

## Waga superkogucia
(do 55,3 kg)
| Nr    | Mistrz                                                      | Od               | Do       | Miejsce  | Obrony tytułu                                           |
| ----- | ----------------------------------------------------------- | ---------------- | -------- | -------- | ------------------------------------------------------- |
| 1.    | Kaimukdam Chuwattana (pok. Kunitakę Fujiwarę)               | 4 listopada 2011 | 2013     | Bangkok  | - 1. 1 pokonał Methawina Kiatyongyuta, 25 stycznia 2012 |
| Wakat |                                                             |                  |          |          |                                                         |
| 2.    | Jomhod Sagami (pok. Romiego Adanza)                         | 16 maja 2013     |          | Highland |                                                         |
| Wakat |                                                             |                  |          |          |                                                         |
| 3.    | Pateng Kiatponthip (pok. Kunitakę Fujiwarę)                 | 5 lipca 2015     |          | Osaka    |                                                         |
| Wakat |                                                             |                  |          |          |                                                         |
| -     | Joseph Lasiri (pok. o tymczasowy tytuł Mohameda Bouchareba) | 18 lutego 2017   | maj 2018 | Monza    |                                                         |
| Wakat |                                                             |                  |          |          |                                                         |
| 4     | Kumandoi Petchjaroenvit (pok. Kumangoena Jitmuangnon)       | 13 grudnia 2018  |          | Bangkok  |                                                         |

## Waga superkogucia kobiet
(do 55,3 kg)
| Nr    | Mistrz                                    | Od                | Do | Miejsce | Obrony tytułu |
| ----- | ----------------------------------------- | ----------------- | -- | ------- | ------------- |
| 1.    | Ruth Ashdown (pok. Svevę Melillo)         | 19 listopada 2016 |    | Londyn  |               |
| Wakat |                                           |                   |    |         |               |
| 2.    | Natacha De Almeida (pok. Dolphinę Walter) | 9 marca 2019      |    | Akra    |               |

## Waga kogucia
(do 53,5 kg)
| Nr    | Mistrz                                                        | Od                | Do               | Miejsce   | Obrony tytułu |
| ----- | ------------------------------------------------------------- | ----------------- | ---------------- | --------- | ------------- |
| 1.    | Kaiyasit Chuwattana (pok. Daosaminga Ingram-Gym)              | 31 lipca 2008     |                  | Bangkok   |               |
| Wakat |                                                               |                   |                  |           |               |
| 2.    | Andy Howson (pok. Mohameda Bouchareba)                        | 9 września 2014   | 2016             | Liverpool |               |
| Wakat |                                                               |                   |                  |           |               |
| 3.    | Nongyut Sitjekan (pok. Theptaksina Sor Sornsing)              | 7 czerwca 2018    | październik 2018 | Bangkok   |               |
| Wakat |                                                               |                   |                  |           |               |
| 4.    | Petchchaoalit Sor Chitpattana (pok. Panpetcha Wor Sungprapai) | 29 listopada 2018 |                  | Chon Buri |               |

## Waga kogucia kobiet
(do 53,5 kg)
| Nr    | Mistrz                           | Od                | Do                | Miejsce          | Obrony tytułu                                                                                |
| ----- | -------------------------------- | ----------------- | ----------------- | ---------------- | -------------------------------------------------------------------------------------------- |
| 1.    | Tiana Caverly (pok. Ayano Oishi) | 5 listopada 2011  | 11 listopada 2012 | Perth            |                                                                                              |
| 2.    | Jemyma Betrian                   | 11 listopada 2012 |                   | Las Vegas        | - 1. 1 pokonała Marcelę Soto, 6 kwietnia 2013 - #2 pokonała Christi Brereton, 7 czerwca 2014 |
| Wakat |                                  |                   |                   |                  |                                                                                              |
| 3.    | Anissa Meksen (pok. Meryem Uslu) | 26 marca 2016     |                   | Chalon-sur-Saône |                                                                                              |
| Wakat |                                  |                   |                   |                  |                                                                                              |
| 4.    | Alma Janiku (pok. Zazę Sor Aree) | 13 grudnia 2018   |                   | Hongkong         |                                                                                              |

## Waga supermusza kobiet
(do 52,1 kg)
| Nr | Mistrz                                | Od                | Do | Miejsce  | Obrony tytułu |
| -- | ------------------------------------- | ----------------- | -- | -------- | ------------- |
| 1. | Michelle Preston (pok. Fani Peloumpi) | 17 listopada 2017 |    | Auckland |               |

## Waga musza kobiet
(do 50,8 kg)
| Nr    | Mistrz                             | Od               | Do            | Miejsce   | Obrony tytułu |
| ----- | ---------------------------------- | ---------------- | ------------- | --------- | ------------- |
| 1.    | Ruth Ashdown (pok. Laillę Akounad) | 2 listopada 2013 | 19 lipca 2014 | Copthorne |               |
| 2.    | Ołena Owczynnikowa                 | 19 lipca 2014    |               | Morongo   |               |
| Wakat |                                    |                  |               |           |               |

## Waga junior musza
(do 48,9 kg)
| Nr | Mistrz                                           | Od          | Do | Miejsce | Obrony tytułu |
| -- | ------------------------------------------------ | ----------- | -- | ------- | ------------- |
| 1. | Praewpao Muayded99 (pok. Sangfaha Nor Anuwatgym) | 9 maja 2018 |    | Bangkok |               |

## Waga słomkowa
(do 47,6 kg)
| Nr                                                   | Mistrz                                               | Od              | Do   | Miejsce  | Obrony tytułu                                         |
| ---------------------------------------------------- | ---------------------------------------------------- | --------------- | ---- | -------- | ----------------------------------------------------- |
| 1.                                                   | Nungkongjiam Kiatsombat (pok. Jompeta Chuwattana)    | 14 lipca 2011   |      |          | - 1. 1 pokonał Singto Parnsomboona, 4 listopada 2011) |
| Wakat                                                |                                                      |                 |      |          |                                                       |
| 2.                                                   | Nichaoew Suwitgym (pok. Raktemroia Visutchatoenyont) | 5 stycznia 2013 | 2014 | Ko Chang |                                                       |
| Wakat                                                |                                                      |                 |      |          |                                                       |
| 3.                                                   | Nadaka Yoshinari (pok. Tuantonga Singmanee)          | 8 kwietnia 2018 | 2019 | Tokio    |                                                       |
| Wakat. Yoshinari zmienił kategorię wagową na wyższą. |                                                      |                 |      |          |                                                       |

## Waga słomkowa kobiet
(do 47,6 kg)
| Nr    | Mistrz                                | Od                | Do | Miejsce     | Obrony tytułu |
| ----- | ------------------------------------- | ----------------- | -- | ----------- | ------------- |
| 1.    | Lotta Loikkanen (pok. Denise Mellor)  | 25 lipca 2010     |    | Bournemouth |               |
| Wakat |                                       |                   |    |             |               |
| 2.    | Denise Mellor (pok. Nattayę Kantasit) | 14 lipca 2012     |    | Bournemouth |               |
| Wakat |                                       |                   |    |             |               |
| 3.    | Saya Ito (pok. Yodying Sit Namkabuan) | 26 listopada 2017 |    | Tokio       |               |